# Rutaca Airlines
Rutaca ou Rutaca Airlines (Code AITA : Code OACI : RUC) est une compagnie aérienne du Venezuela.
Fondé en 1974, par messieurs Evard Mares Bianchi, le Capitaine Eugenio Molina Anaya, Obdulio Iriarte et Rosalindo Flores.

## Flotte
La flotte de Rutaca Airlines est constituée comme suit :(en novembre 2020)
| Appareil       | En service | Commandes | Passagers | Notes |
| -------------- | ---------- | --------- | --------- | ----- |
| Boeing 737-200 | 1          | 0         | 100-111   |       |